# Paul Newton
Paul Newton (* 21. února 1945) byl původní baskytarista skupiny Uriah Heep.

## Diskografie

### s The Hensley Lawton Band
- The Return

### s Uriah Heep
- Very 'Eavy…Very 'Umble
- Salisbury
- Look At Yourself